# Jatipecaron
Jatipecaron is een bestuurslaag in het regentschap Grobogan van de provincie Midden-Java, Indonesië. Jatipecaron telt 2015 inwoners (volkstelling 2010).